# Động đất Gorkha 2015
Động đất Gorkha 2015 là một trận động đất mạnh khoảng 7,8 hoặc 8,1 độ (Mw) xảy ra hồi 11:56 NST (6:11:26 UTC) vào thứ bảy ngày 25 tháng 4 năm 2015, với tâm chấn nằm khoảng 29 km (18 mi) đông-đông nam Lamjung, Nepal ở độ sâu khoảng 15 km (9,3 mi). Đây là trận động đất mạnh nhất xảy ra tại Nepal kể từ trận động đất xảy ra năm 1934 tại quốc gia này. Hiện thời, con số người chết đã tìm được là hơn 8000 và hơn 16000 người bị thương do động đất ở Nepal và các vùng lân cận thuộc Ấn Độ, Trung Quốc và Bangladesh.
Một trận động đất thứ 2, được xem là dư chấn mạnh, xảy ra ngày 12 tháng 5 năm 2015 vào lúc 12:35 NST có độ lớn 7,3Mw. Tâm chấn nằm gần biên giới với Trung Quốc giữa thủ đô Kathmandu và Everest. Hơn 65 người thiệt mạng và hơn 1.200 người bị thương trong đợt dư chấn này.

## Động đất

### Địa chất
Nepal nằm về phía nam của ranh giới va mảng lục địa, tại ranh giới này mảng Ấn Độ chúi xuống bên dưới mảng Á-Âu. Tốc độ hội tụ giữa hai mảng tại trung tâm Nepal vào khoảng 45 mm (1,8 in) mỗi năm. Chấn động phát sinh dọc theo đứt gãy Main Frontal Thrust. Ảnh hưởng của động đất được gia tăng tại Kathmandu thuộc bồn trũng Kathmandu, bồn trũng này bao gồm các lớp đá trầm tích dày đến 600 m (2.000 ft) có nguồn gốc đặc trưng bởi trầm tích hồ.
Theo một nghiên cứu công bố năm 2014, đứt gãy Main Frontal, trận động đất trung bình xuất hiện cách nhau 750 ± 140 và 870 ± 350 năm trong vùng phía đông Nepal. Một nghiên cứu năm 2015 cho rằng chu kỳ xuất hiện động đất trong vùng này là 700 năm. Nghiên cứu cũng chỉ ra rằng do sự tích tụ năng lương (ứng suất) kiến tạo, trận động đất năm 1934 ở Nepal và 2015 là có quan hệ với nhau theo khía cạnh lịch sử động đất.

### Dư chấn
Dư chấn mạnh có độ lớn 6,7 Mw xảy ra ngày 26 tháng 4 năm 2015 tại cùng khu vực vào lúc 12:55 NST (07:09 UTC), với tâm chấn nằm cách 17 km (11 mi) về phía nam của Kodari, Nepal. Dư chấn đã làm các vụ sạt lở tuyết mới trên đỉnh Everest và được cảm nhận ở nhiều nơi phía bắc Ấn Độ tại các thành phố Kolkata, Siliguri, Jalpaiguri và Assam. Dư chấn cũng gây ra các vụ trượt lở trên tuyến cao tốc Koshi, đã làm kẹt xe trên tuyến giữa Bhedetar và Mulghat.
Một trận động đất lớn thứ 2 với độ lớn 7.3Mw đã xảy ra vào lúc 12:35 chiều ngày 12 tháng 5 năm 2015 cách Kodari 18 km về phía đông nam. Tâm chấn gần biên giới giữa Trung Quốc và Nepal giữa Kathmandu và Núi Everest. Có độ sâu 18,5 km. Trận động đất xuất hiện dọc theo cùng đứt gãy có độ lớn 7,8 trước đó về phía đông. Do nằm trong một chuỗi động đất nên trận động đất lớn này cũng đợt xem là một dư chấn. Rung lắc cũng đợt cảm nhận ở nhiều nơi phía bắc Ấn Độ gồm Bihar, Uttar Pradesh, West Bengal và các bang khác ở phía bắc Ấn Độ.
Trong trận này có ít nhất 50 người Nepal thiệt mạng và 1.250 người bị thương. 17 người khác thiệt mạng ở Ấn Độ và một phụ nữ ở Trung Quốc.

## Sau động đất

### Thương vong
Nepal
Trận động đất làm thiệt mạng hơn 8000 người ở Nepal và con số bị thương gấp đôi số này, tính đến  ngày 8 tháng 5 năm 2015, Thủ tướng Nepal, Sushil Koirala, nói rằng con số có thể lên đến 10.000. Tỉ lệ thương vong ở vùng nông thôn thì ít hơn do người dân không ở trong nhà khi động đất xảy ra. Tính đến ngày 15/5, có 6.271 người bao gồm 1.700 từ trận dư chấn hôm 12/5 vẫn còn phải điều trị do bị thương.
The Himalayan Times đưa tin rằng có 20.000 khách nước ngoài đang du lịch Nepal vào lúc động đất xảy ra, mặc dù báo cáo tỉ lệ người nước ngoài thiệt mạng tương đối thấp. Hàng trăm người vẫn đang bị mất tích và có hơn 450,000 người không có chỗ ở.
Ấn Độ
Có 78 người thiệt mạng ở Ấn Độ - 58 ở Bihar, 16 ở Uttar Pradesh, 3 ở Tây Bengal và 1 ở Rajasthan.
Trung Quốc
25 người chết và 4 bị mất tích, tất cả đều ở Tây Tạng.
Bangladesh
4 người chết.

### Ảnh hưởng
| Quốc gia   | Chết  | Bị thương | Nguồn         |
| ---------- | ----- | --------- | ------------- |
| Nepal      | 7.240 | 14.122    | [ 22 ] [ 28 ] |
| Ấn Độ      | 78    | 288       | [ 32 ]        |
| Trung Quốc | 25    | 383       | [ 30 ]        |
| Bangladesh | 4     | 200       | [ 31 ]        |
| Tổng cộng  | 7.347 | 14.993    |               |

| Quốc gia                                          | Chết | Nguồn         |
| ------------------------------------------------- | ---- | ------------- |
| Ấn Độ                                             | 38   | [ 33 ]        |
| Pháp                                              | 10   | [ 34 ]        |
| Trung Quốc                                        | 4    | [ 35 ]        |
| Ý                                                 | 4    | [ 36 ]        |
| Hoa Kỳ                                            | 4    | [ 37 ]        |
| Canada                                            | 2    | [ 38 ]        |
| Đức                                               | 2    | [ 39 ] [ 40 ] |
| Úc Ấn Độ                                          | 1    | [ 41 ] [ 42 ] |
| Estonia                                           | 1    | [ 43 ]        |
| Hồng Kông Vương quốc Liên hiệp Anh và Bắc Ireland | 1    | [ 44 ] [ 45 ] |
| Nhật Bản                                          | 1    | [ 46 ]        |
| New Zealand                                       | 1    | [ 47 ]        |
| Tây Ban Nha                                       | 1    | [ 48 ]        |
| Tổng cộng                                         | 70   |               |

Có ít nhất 7347 người chết và hơn 14000 người bị thương chỉ riêng ở Nepal trong khi đó có 78 người chết và hơn 200 người bị thương ở các bang Uttar Pradesh và Bihar thuộc Ấn Độ, 25 người chết ở Tây Tạng và 4 ở Bangladesh.
Trận động đất đã làm lở tuyết ở trên núi Everest, làm chết ít nhất 13 người tại trại căn cứ phía nam; một nhóm leo núi là quân nhân Ấn Độ thông báo đã tìm thấy 18 người chết. Có khoảng 700 đến hơn 1.000 người được cho là đang ở trên núi vào thời điểm xảy ra động đất, có ít nhất 30 người bị thương và không biết có bao nhiêu người mất tích hoặc bị mắc kẹt ở các độ cao cao hơn. Hoạt động cứu hộ bằng trực thăng đã bắt đầu làm việc vào sáng Chủ Nhật, 26/4.
Các tòa nhà di sản thế giới UNESCO Kathmandu Durbar Square, cũng như tháp Dharahara được xây năm 1832 được báo cáo là sụp đổ hoàn toàn, làm thiệt mạng ít nhất 180 người, và đền thờ Manakamana ở Gorkha cũng bị sụp. Phần phía bắc của Janaki Mandir và quảng trường Patan Durbar được báo cáo là đã bị phá hủy. Tất cả các chuyến bay quốc tế đều bị hủy nhưng không có thông báo thương vong tại sân bay quốc tế Tribhuvan.

#### Tuyết lở
Trận động đất đã làm lở tuyết trên núi Everest. Ít nhất 19 người chết, bao gồm cả chuyên gia của Google Dan Fredinburg, với ít nhất 120 người khác bị thương hoặc mất tích.

## Phản ứng

### Các quốc gia
- Australia — Bộ trưởng Bộ Ngoại giao Úc Julie Bishop thông báo viện trợ nhân đạo 5 triệu AUD cho Nepal, bao gồm $2,5 triệu để hỗ trợ các tổ chức phi chính phủ Úc, $2 triệu hỗ trợ cho UN và 0,5 triệu để hợ trợ Hội Chữ Thập Đỏ Úc.[62]
- Bangladesh — Thủ tướng Sheikh Hasina bày tỏ cú sốc mạnh trước những thiệt hại về người do trận động đất,[63] tuyên bố sự sẵn sàng của Bangladesh để giúp Nepal giải quyết thảm hoạ và khẳng định rằng chính phủ Bangladesh có thể cung cấp hỗ trợ y tế và nhân đạo cho Nepal.[64]
- Trung Quốc — Đội Tìm kiếm và cứu hộ quốc tế Trung Quốc đã gửi 68 thành viên, 6 chó tìm kiếm đến Nepal vào sáng sớm ngày 26/4 theo giờ Bắc Kinh.[65][66][67]
- Ấn Độ — Trong vòng 15 phút của trận động đất,[68] Thủ tướng Narendra Modi đã phản ứng, đã ra công văn chỉ đạo cử các đội cứu hộ, cứu trợ bao gồm các đội y tế đến Nepal. Cũng trong chiều ngày hôm đó, 10 đội Ứng phó thảm hoạ quốc gia Ấn Độ đã đến Nepal; hai máy bay Quân đội Ấn Độ cũng đã khởi hành cùng tham gia cứu trợ.[69]